# Łotwa na Letnich Igrzyskach Olimpijskich 1992
Łotwę na Letnich Igrzyskach Olimpijskich 1992 w Barcelonie reprezentowało 34 zawodników w tym 9 kobiet w 13 dyscyplinach. Najmłodszym zawodnikiem był Vjačeslavs Duhanovs (19 lat). Najstarszym zawodnikiem był Afanasijs Kuzmins (45 lat). Łotwa zdobyła trzy medale.

## Zdobyte Medale
| Medal  | Zawodnik          | Dyscyplina  | Konkurencja                             |
| ------ | ----------------- | ----------- | --------------------------------------- |
| Srebro | Iwan Klementiew   | Kajakarstwo | C-1 1000 m                              |
| Srebro | Afanasijs Kuzmins | Strzelectwo |                                         |
| Brąz   | Dainis Ozols      | Kolarstwo   | Wyścig indywidualny ze startu wspólnego |